# Bessy
Bessy település Franciaországban, Aube megyében. Lakosainak száma 114 fő (2022. január 1.). Bessy Plancy-l’Abbaye, Pouan-les-Vallées, Prémierfait, Rhèges és Viâpres-le-Petit községekkel határos.

## Népesség
A település népességének változása:
| Lakosok száma | 115  | 105  | 131  | 128  | 138  | 141  | 134  | 127  | 118  | 114  |
|               | 1968 | 1990 | 2006 | 2011 | 2015 | 2016 | 2018 | 2019 | 2021 | 2022 |